# آنطور که هستم
آنطور که هستم (به انگلیسی: The Way I Am) کتابی خودزندگی‌نامه‌ای اثر امینم خواننده رپ اهل آمریکا است که در ۲۱ اکتبر ۲۰۰۸ منتشر شد.